# Олд Трафорд
Олд Трафорд (на английски: Old Trafford) е наименованието на стадиона на английския футболен отбор Манчестър Юнайтед, намиращ се в град Манчестър, Англия. Отборът играе там от 1910 г. Стадионът бива наричан също „Театър на мечтите“ (Theatre of Dreams) – определение, дадено от Боби Чарлтън.
Олд Трафорд, със своите 74,140  места, има най-големия капацитет от всички английски клубни стадиони. Той е един от двата английски стадиона, удостоен с пет звезди от УЕФА.

## История
До 1902 г. отборът на Манчестър Юнайтед носи името Нютън Хийт и играе мачовете си в Клейтън. Но стадионът там е пракалено малък, затова с промяната на собствеността на клуба, едновременно спасила го от фалит и променила името му на Манчестър Юнайтед, се появяват планове за построяването на нов стадион.
В началото плановете са за изграждане на стадион със 100 000 правостоящи места, но впоследствие е взето решение за построяване на стадион за 80 000 зрители. Изграждането на съоръжението, проектирано от известния шотландски архитект Арчибалд Лейч, струва общо £60 000. Новият стадион има покрити седящи места в южната си трибуна и открити правостоящи в северната, източната и западната трибуна.
Строежът приключва през 1910 г. Първият мач, изигран на стадиона, е между Манчестър Юнайтед и Ливърпул, завършил с победа 4 – 3 за гостите.
Странен факт е, че рекордната посещаемост на стадиона е регистрирана на мач, в който участие не е взел отборът на Манчестър Юнайтед. На 25 март 1939 г. 76 962 зрители гледат полуфинала за купата на Англия между отборите на ФК Улвърхамптън Уондърърс и Гримзби Таун (завършил 5 – 0).
На 11 март 1941, по време на бомбардировка над Манчестър по време на Втората световна война, е разрушена голяма част от стадиона, като най-пострадала е главната южна трибуна, която е изцяло унищожена. Въпреки че веднага след края на войната е започнало повторното построяване на стадиона, мачове на него не се играят почти десет години. В този период Манчестър Юнайтед играе своите мачове на Мейн Роуд – стадиона на градския си противник Манчестър Сити.

## Трибуни

### Северна трибуна
През 60-те, 70-те и 80-те години над 58 000 се събират на Олд Трафорд за всеки мач. В началото на 90-те, след трегедията на Хилсборо, е написан т.нар. Доклад на Тейлър за изискванията за безопасност на фуболните стадиони. Едно от изискванията в него е най-големите английски отбори да сложат седалки във всички сектори. Това изискване редуцира капацитета на стадиона до 44 000 – недостатъчен за големия интерес към мачовете на Манчестър Юнайтед. Това води до допълнително разширяване на стадиона през 1995 – 1996 г. с конструкцията на огромната северна трибуна, побираща 26 000 души, което увеличава капацитета на близо 56 000. Северната трибуна, достигаща 60 метра височина, има четири носещи кули и е най-големият конзолен покрив в Европа. Построяването струва £19 милиона. В трибуната днес се помещават музеят на Юнайтед, разположен на три етажа, блестящото помещение за трофеи, както ресторантът Червеното кафе (Red Cafe) и два реда административни ложи.

### Южна трибуна
Южната трибуна се води главна за Олд Трафорд. В нея се намират съблекалните, резервните скамейки, директорските, телевизионните и полицейските контролни кабини, административни помещения, също така и луксозни ресторанти. Тук наклонът на редовете е под различен ъгъл от останалата част на стадиона, което я прави видимо по-ниска от другите трибуни. Южната трибуна е рядко показвана по телевизията, тъй като в нея се намират телевизионните помещения, където се разполагат и телевизионните камери, които гледат на север. Тунелът, от който излизат играчите, е преместен в югозападния ъгъл на тази трибуна през 1993 г. Старият тунел все още съществува в центъра на трибуната, но се отваря само при специални случаи и при обиколки на стадиона. Той е и единствената част от стадиона, запазена непокътната от построяването му през 1910 г.

### Източна трибуна
Източната трибуна в миналото е дом на непримиримите Кей-Стенд (K-Stand) фенове (повечето от тях с времето са се преместили в Стретфорд Енд). На нея, освен фенове на Манчестър Юнайтед, се настаняват и феновете на гостуващия отбор в югоизточния ъгъл и буферната зона. Голяма част и от местата за инвалиди също се намират на тази трибуна. Някога тя е била позната като Скорборд Енд (Scoreboard End), заради голямото табло, намиращо се там, на което ръчно е отбелязван резултатът до края на 60-те, когато било заменено от електронно. От външната си страна трибуната има голяма цветна стъклена фасада. Там се намират и статуята на Сър Мат Бъзби, паметна плоча и прочутия часовник, възпоменаващи мюнхенската катастрофа на 6 февруари 1958 г. В трибуната се помещава и огромният магазин за клубни артикули.

### Западна трибуна
Западната страна на терена винаги е била известна като Стретфорд Енд. В дните преди на нея да бъдат монтирани седалки тя е събирала почти 20 000 правостоящи фенове, които били сред най-шумните във Великобритания. Измерено е, че ревът на тълпата е бил по-силен от излитащ Джъмбо Джет. В миналото в западната трибуна се е намирал секторът, в който седели семействата на играчите. Днес характерни за трибуната са многото знамена, закачени от фенове в началото на горната тераса. На трибуната има издигната и статуя на нападателя Денис Лоу, познат като „Краля на Стретфорд Енд“.

## Олд Трафорд днес
Сред проведените престижни футболни мачове на стадиона са изиграните пет срещи (сред които четвъртфинал и полуфинал) от Европейското първенство по футбол през 1996 г. и домакинството на финала на Шампионската лига на 28 май 2003 г. Стадионът е използван и за мачове на националния отбор по футбол на Англия по време на реконструкцията на стадион Уембли. Всяка година стадионът приема полуфинална среща в турнира за купата на Англия. През 2012 г. на стадиона ще бъдат проведени и част от квалификационните футболни срещи, част от футболния турнир на Летните олимпийски игри в Лондон.
Бъдещите планове за увеличаване капацитета на стадиона са свързани с разширяването на южната трибуна. Реализирането на подобен проект обаче би било изключително трудно, заради ограниченото пространство около стадиона. Близката железопътна линия може да бъде преместена, за това е нужно клубът да закупи поне 50% от близките къщи и да ги разруши. Все пак дългосрочният план за резширяването на стадиона остава с реконструирането на южната трибуна в стил, подобен на северната, със запълнени ъгли, което ще означава капацитет от повече от 96 000 седящи места.